# 方錐珊瑚
方錐珊瑚（學名：Goniophyllum），又名錐珊瑚，是一種已滅絕的珊瑚，其化石分布于瑞典、挪威、加拿大、英国和美国，生存於志留紀的淺海中。這種珊瑚通常以單體存在，具有由四條骨板組成的蓋狀結構，其橫切面為四邊形。萼很深，短小的隔膜形成一個明顯的緣。身體內部有無數的鱗板。

## 外部連結
- Goniophyllum in the Paleobiology Database